# لينا بيرغمان
لينا بيرغمان (بالسويدية: Lena Bergman)‏ هي ممثلة سويدية، ولدت في 21 ديسمبر 1943 بستوكهولم في السويد.

## أعمال

### أفلام
- (1957) التوت البري
- (1972) صياح وهمس

### مسلسلات
- مشاهد من الحياة الزوجية

## وصلات خارجية
- لينا بيرغمان على موقع IMDb (الإنجليزية)
- لينا بيرغمان على موقع قاعدة بيانات الأفلام السويدية (السويدية)
- لينا بيرغمان على موقع قاعدة بيانات الفيلم (الإنجليزية)